# David Wood (filósofo)
David Wood (Oxford, 1946) foi professor de Filosofia na Universidade de Vanderbilt. 
Wood ensinou filosofia na Europa e nos Estados Unidos e é autor de 16 livros. Co-dirige (com Beth Conklin) um programa de pesquisa em ecologia e espiritualidade para o Centro para o Estudo da Religião e Cultura. 

## Biografia
Wood nasceu em Oxford, Inglaterra. Ele era estudante de graduação na Universidade de Manchester, onde foi apresentado à fenomenologia por Wolfe Mays. Ele fez pós-graduação em filosofia no New College, Oxford (1968–1971), onde, por meio dos bons ofícios de Alan Montefiore (no Balliol College), Jacques Derrida era um visitante frequente. Sob a influência de um grupo de ativistas dos direitos dos animais liderados por Roslind e Stanley Godlovitch - agora conhecido como Grupo Oxford; Peter Singer, autor de Animal Liberation (1975) estava associado a eles - ele se tornou vegetariano e fundou o Ecology Action, um grupo ambientalista de vida curta.
Ele foi posteriormente contratado pela Universidade de Warwick, onde se tornou presidente do departamento de filosofia e diretor do Centro de Pesquisa em Filosofia e Literatura. Em 1974, Wood estudou em Paris e assistiu a palestras de Claude Lévi-Strauss, Michel Foucault, Jacques Derrida, Paul Ricoeur e Michel Serres. Ele trocou Warwick pela Vanderbilt em 1994, onde se tornou presidente em 1995.
Wood foi um acadêmico visitante em Berkeley, Yale e Stony Brook, e lecionou em Duquesne e Turim. Ele é um professor honorário de filosofia em Warwick, onde dirigiu um seminário de pesquisa (Fatal Projections: Pathologies of Alterity) na primavera de 2006.
Ele também é um escultor ativo e artista da terra.
A Vanderbilt encerrou sua afiliação com Wood em 2020.